# Rembo-Nkomi
Le Rembo-Nkomi est une rivière du Gabon située dans la partie ouest du pays, à 230 km au sud de Libreville.

## Histoire
La région avait pour capitale Goumbi lorsque Paul Belloni Du Chaillu la traversa en septembre 1865.